# Алжиро-марокканская граница
Алжиро-марокканская граница — современная государственная граница между Королевством Марокко и Алжирской Народной Демократической Республикой протяжённостью 1559 км. Проходит от Средиземного моря на севере через Атласские горы и пустыню Сахара на юге.
В 1959 году, во время войны за независимость Алжира, французской армией на границе были установлены минные поля на всех наиболее важных участках. Была создана система постов и проволочных заграждений (560 км, в том числе 430 км электрифицированных). Вдоль границы также протянулись 1500 км электрифицированных проволочных заграждений, усиленных сплошными минными полями. Её разминированием после войны занималась Группа советских военных специалистов в Алжире.
28 мая 1992 года марокканская Палата представителей ратифицировала со своей стороны договор 1972 года, установивший границу с Алжиром.
Марокко претендует на спорные территории Западной Сахары, в связи с чем королевством отвергается граница между последней и Алжиром, а собственная граница с восточным соседом удлиняется до 1601 км.
24 августа 1994 года в результате теракта в Марракеше были убиты двое испанских туристов. Убийцами оказались выходцы из Алжира. Правительство Марокко возложило ответственность за теракт на алжирские спецслужбы, выдворило всех граждан Алжира, находившихся в стране без вида на жительство, и ввело обязательные визы для алжирцев. 
В ответ на действия марокканцев Алжир закрыл наземную границу с королевством. Конфликт не коснулся авиасообщения между странами.
Одним из условий открытия наземной границы Алжир выдвигает решение проблемы Западной Сахары.
В мае 2015 года премьер-министр Марокко А. Бенкиран во время выступления в парламенте королевства подтвердил распространённую СМИ информацию о строительстве 100-километрового участка стены на восточной границе. Год спустя Алжир начал строительство стены высотой в 3,5 м со своей стороны, параллельно марокканскому участку (известна как Марокканская стена).